# Lonchopria rufitorax
Lonchopria rufitorax is een vliesvleugelig insect uit de familie Colletidae. De wetenschappelijke naam van de soort is voor het eerst geldig gepubliceerd in 1944 door Ruiz.